# Tổ hợp núi lửa Tây Nguyên
Tổ hợp núi lửa Tây Nguyên là một tổ hợp núi lửa lớn trải dài từ Gia Lai đến Lâm Đồng. Có diện tích >5000km vuông, tổ hợp này có nhiều núi lửa nổi bật như Hệ thông hang động núi lửa Chư Blúk, núi lửa Chư Đăng Ya,...

## Lịch sử hình thành
Tổ hợp này bắt nguồn từ khoảng >200 triệu năm về trước, khi nơi đây còn là một phần của đại dương rộng lớn với các dấu tích được tìm thấy như đá trầm tích, hóa thạch cúc đá và các loại hóa thạch khác. Do các vận động kiến tạo của lớp vỏ Trái đất, khu vực này được nâng lên và xuất hiện núi lửa. Chính hoạt động phun trào núi lửa đã che phủ đến một nửa diện tích khu vực này bởi các lớp dung nham bazan. Từ đó, dung nham bất đầu di chuyển lên xâm nhập lên mặt đất và phun trào, tạo nên nhiều núi lửa và các dòng dung nham lớn. Chính việc dung chảy kiến cho mặt đất được mở rộng.

## Sự khám phá
Những núi lửa này được khám phá vào khoảng giữa thế kỷ 20 đến nay. Đặc biệt là sự khám phá của hệ thông hang động núi lửa Chư Blúk (Knông Nô) được thực hiện bởi Việt Nam và các nhà khoa học Nhật Bản, với hang C7 hang dung nham núi lửa dài và lớn nhất Đông Nam Á.

## Số núi lửa hiện nay
Có khoảng hơn 50 miệng núi lửa có thể nhìn thấy từ vệ tinh (con số này có thể nhiều hoặc ít hơn), cộng thêm nhiều miệng núi lửa âm.

## Núi lửa nổi bật
Xem thêm: Danh sách núi lửa tại Tây Nguyên
| Tên         | Địa điểm                                  | Độ Cao             | Kiểu                              | Hình ảnh                              |
| ----------- | ----------------------------------------- | ------------------ | --------------------------------- | ------------------------------------- |
| Băng Mo     | Thị trấn Ea T’Linh, huyện Cư Jút Đắk Nông | 40m                | Núi lửa hình nón cụt              |                                       |
| Chư Blúk    | Huyện Krông Nô, Đắk Nông                  | 60m                | Núi lửa đã tắt, hang động núi lửa |                                       |
| Nâm Gle     | Huyện Đắk Mil, Đắk Nông                   | 56m                | Núi lửa hình nón cụt              | Tập tin:Núi lửa Nâm Gle (Đắk Mil).jpg |
| Chư Đăng Ya | Gia Lai                                   | 40m và 57m         | Tổ hợp                            |                                       |
| T'Nưng      | Pleiku, Gia Lai                           | -13m, -12m và -19m | Tổ hợp, Núi lửa đổ sụp            |                                       |
| R'chai      | Lâm Đồng                                  | 40m và 49m         | Tổ hợp                            |                                       |

## Hang động núi lửa Chư Blúk
Hệ thống hang có nhiều cấu tạo đặc trưng cho quá trình phun trào của núi lửa như các ngấn dung nham, hốc sụt. Hầu hết hang động ở đây có hình ống, và còn có ngã rẽ nối với nhau thành những vòng tròn. Nhiều miệng hang sâu tới cả chục mét, phải dùng thiết bị chuyên dụng mới có thể leo xuống. Khác với bên trong hang chỉ có loài dương xỉ cư trú, phía bên ngoài có thảm thực vật khá phong phú.
Hệ thống hang động núi lửa Krông Nô đến nay vẫn còn khá nguyên vẹn.